# مولدری
مولدری (به انگلیسی: Mõldri) یک روستا در دهستان سارما، شهرستان ساره واقع در کشور استونی است. بر اساس سرشماری سال ۲۰۱۱، جمعیت این روستا ۱۵ نفر بوده‌است.
قبل از اصلاحات اداری در سال ۲۰۱۷، این روستا در منطقه سلمه قرار داشت.